# Suhindol Point
Suhindol Point är en udde i Antarktis. Den ligger i Sydshetlandsöarna. Argentina, Chile och Storbritannien gör anspråk på området.
Terrängen inåt land är bergig åt nordost, men åt sydväst är den kuperad. Havet är nära Suhindol Point åt sydväst. Trakten är obefolkad. Det finns inga samhällen i närheten. 